# 扎亚尼德王朝
扎亚尼德王朝（阿拉伯语： زيانيون，Ziyānyūn）或阿卜杜勒瓦迪德王朝（阿拉伯语： بنو عبد الواد，Bānu ʿabd āl-Wād ) 是一个统治着阿尔及利亚西北部的特莱姆森王国、以特莱姆森为中心的柏柏尔人泽纳塔   王朝。它的领土从特莱姆森延伸到谢利夫弯和阿尔及尔。在其鼎盛时期，王国包括整个摩洛哥，作为其西部的附庸国；东部到达阿布塔什芬统治期间占领的突尼斯。         扎亚尼德王朝的统治从 1235 年持续到 1556 年。 

## 历史
1236年左右，阿尔摩哈德哈里发政权崩溃后, 特莱姆森王国在雅格木拉桑·伊本·扎扬（Yaghmurasen Ibn Zyan）的统治下独立。 伊本·扎扬能控制敌对的柏柏尔人团体，当面对摩洛哥的马林王朝的外部威胁时，他与格拉纳达苏丹和卡斯蒂利亚国王阿方索十世结成了同盟。

1554年，特莱姆森王国成为奥斯曼帝国的保护国。后来推翻了扎亚尼德王朝，并将该国并入阿尔及尔摄政。

## 统治者名单
日期和大多数名称取自约翰斯图尔特的非洲国家和统治者(1989)。 